# Собор Успения Пресвятой Богородицы (Лиманское)
Собор Успения Пресвятой Богородицы (нем. Kathedrale der Himmelfahrt der Jungfrau Maria) — разрушенный храм бывшего немецкого поселения Зельц, ныне посёлок Лиманское Раздельнянского района Одесской области. В начале 20-го века — крупнейший римско-католический костёл в Новороссии.

## История постройки

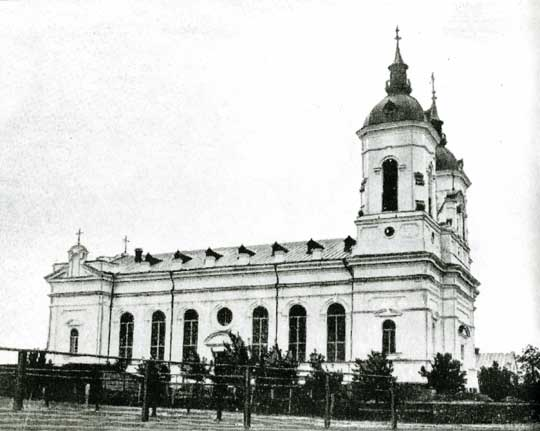
Вид собора в начале 20-го века

В начале XIX века произошёл значительный приток немецких колонистов в Новороссию (Северное Причерноморье, Бессарабия, Крым). Согласно манифесту Екатерины II от 22 июля 1763 года иностранцам разрешалось въезжать в Россию и поселяться на свободных территориях. В начале XIX века, после Наполеоновских войн, оккупированная Францией Германия попала в тяжёлое экономическое положение, что заставило многие торговцев и ремесленников покинуть пределы своей родины. В 1808 году выходит приказ Александра I «О предоставления имущественного вспомоществования и земельных наделов иностранным хлебопашцами в Новороссии». Так в 1808 году возник Кучурганский колонистский округ с административным центром в посёлке Зельц (нем. Selz), ныне пгт Лиманское. В округ входило шесть колоний с католическим вероисповеданием.
Начиная с 1821 года, в поселении действовала католическая церковь. В 1901 году на месте старой церкви был построен трёхнефный храм, имевший две башни высотой 57,9 метров. В отличие от большинства церквей Одесского региона, которые строились исключительно из известняка, храм Вознесения в Зельце был построен целиком из кирпича. Общие затраты на возведение костёла составили в то время 110000 рублей.

## Описание

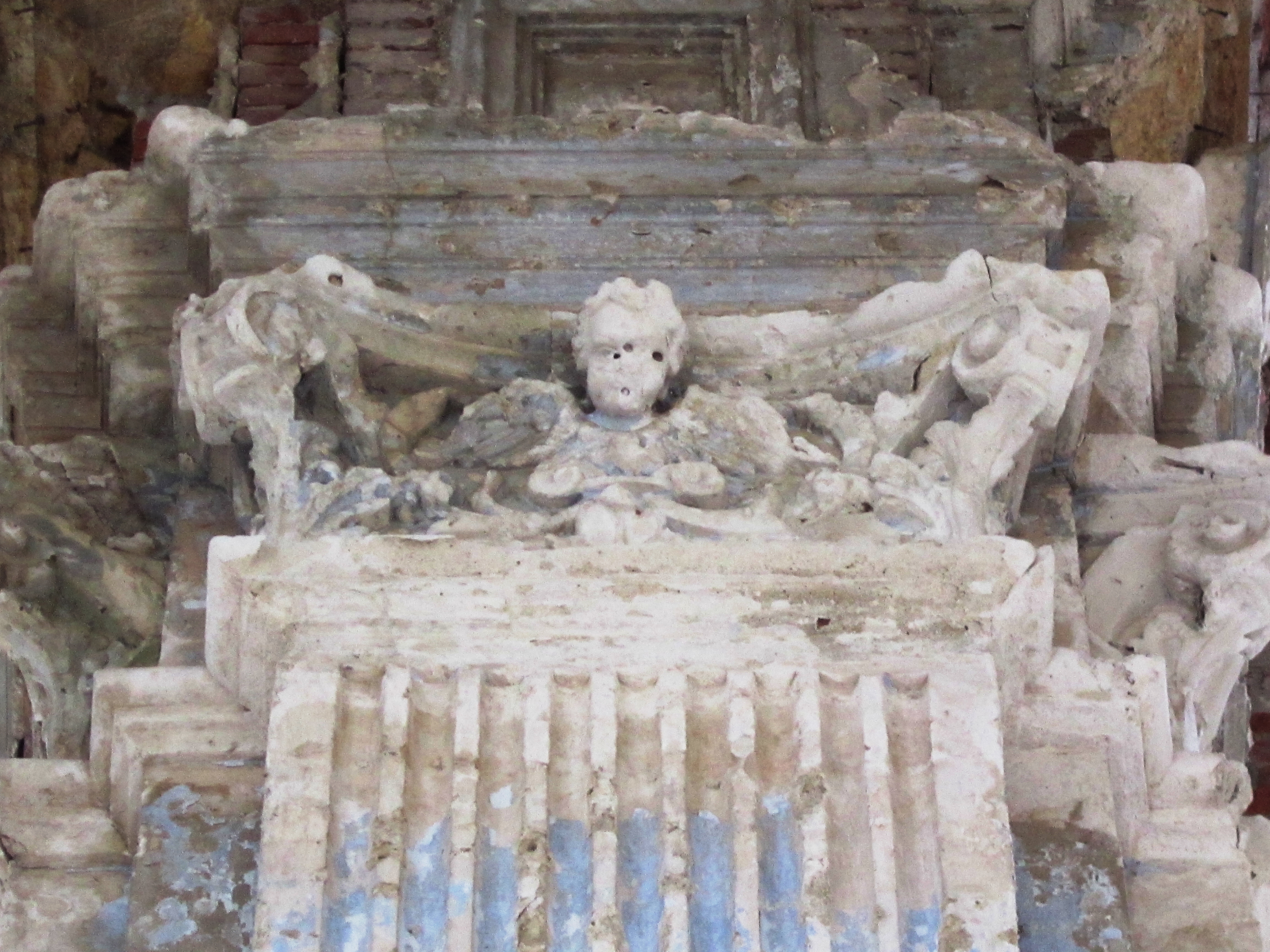
Колонны костёла

Храм был выстроен в стиле неоренессанс, имел три нефа, две башни. Прототипом для собора послужил собор в Зальцбурге, Австрия. Новый собор отличался изысканным внутренним убранством. В 1901 году здесь разместили заказанный в Австрии резной алтарь, в 1903 году — построена кафедра, а в 1904 году — боковой алтарь. В 1906 году в соборе были установлены деревянные статуи святого Антония и распятого Христа. На стенах и потолке были изображены картины на библейскую тематику.

## Уничтожение собора
В 1919 году одесские немцы-колонисты организовали восстание против продразверстки и мобилизации в Красную Армию. Восстание было подавлено, а у участников конфисковано всё имущество. Собор был закрыт советскими властями, его башни разрушены. В здании храма в советское время функционировал сельский клуб. После того, как клуб переехал в новое здание, построенное по типовому проекту, костёл постепенно начал разрушаться.
Сейчас собор находится в руинах. По приблизительным подсчётам его восстановления обойдётся не менее чем в 6 млн долларов. Предложение по восстановлению храма ранее поступало от католической общины южной Германии. Условием восстановления было сохранение конфессиональной принадлежности — собор должен был принадлежать Католической церкви. Препятствием на пути восстановления памятника архитектуры стала Украинская православная церковь, которая выступила против существования католического храма на «своих» канонических территориях.

## Галерея

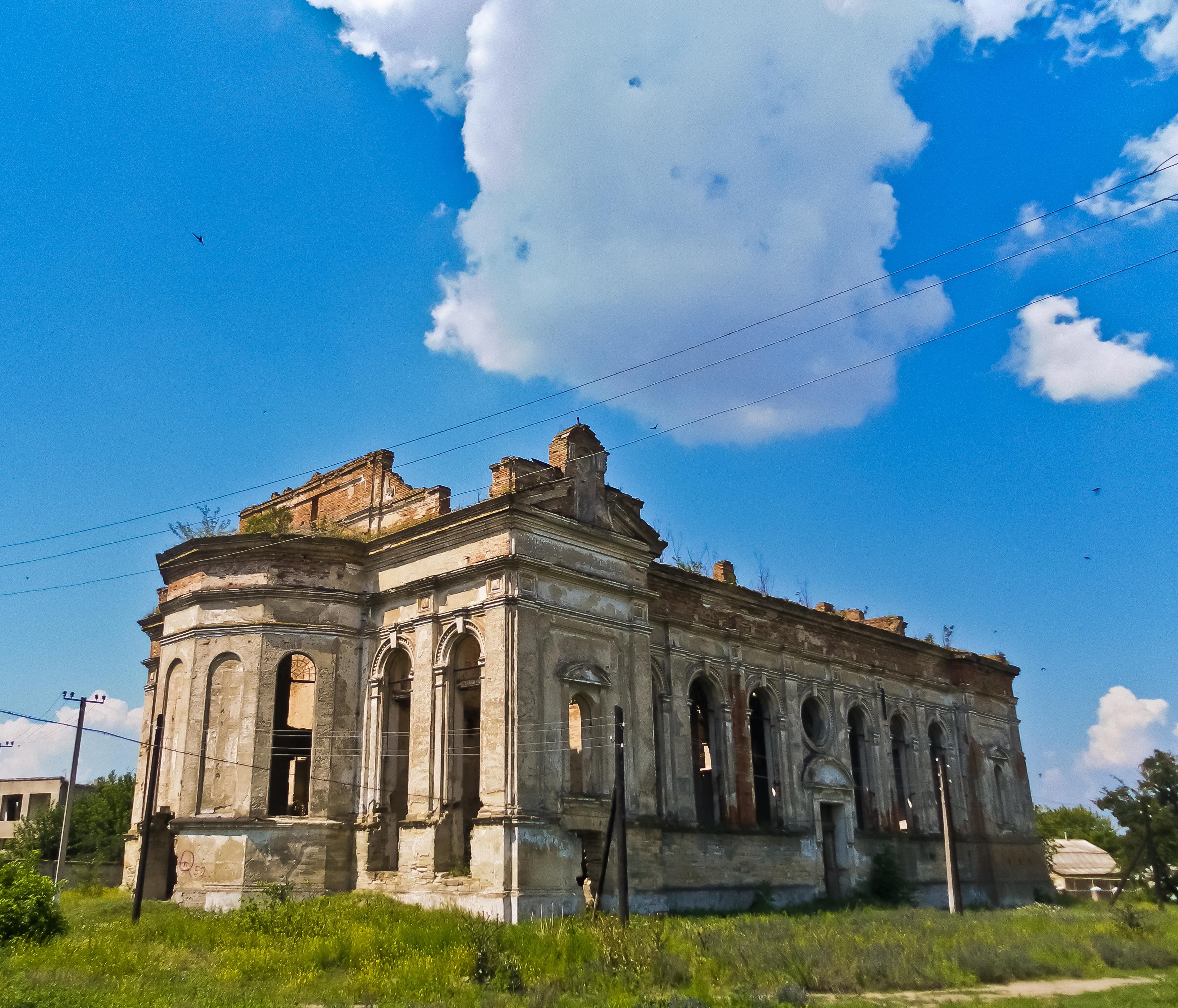
Общий вид костёла
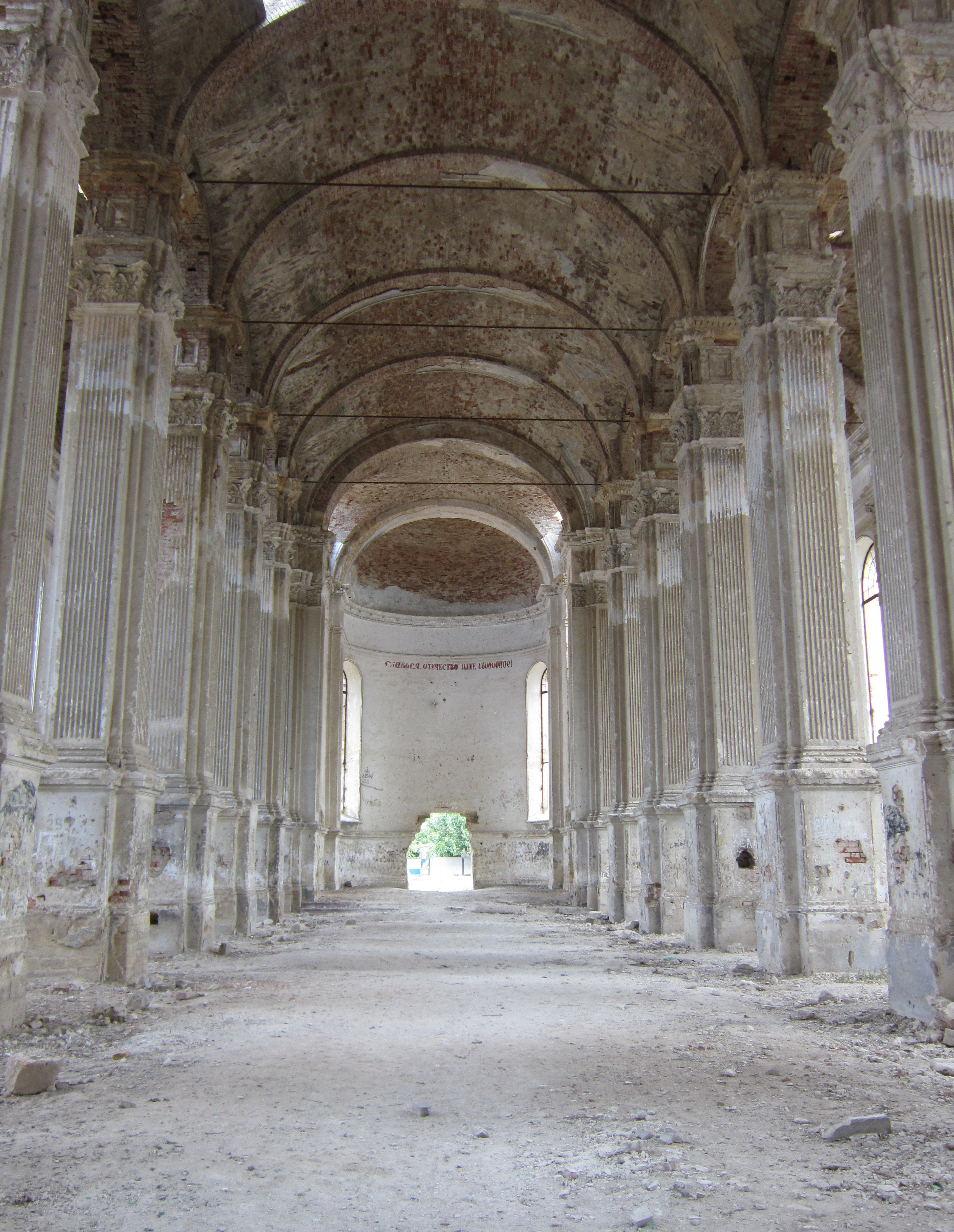
Вид изнутри
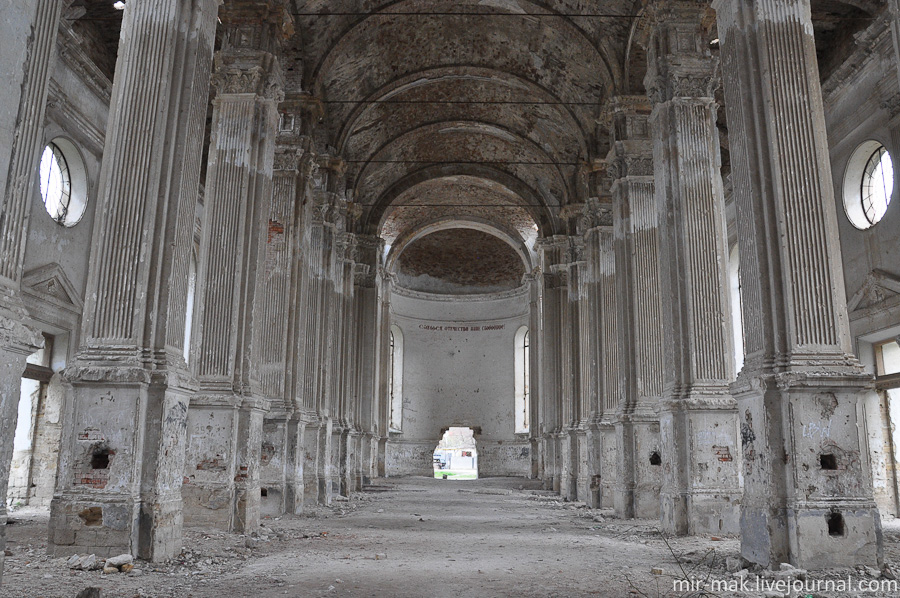
Вид изнутри
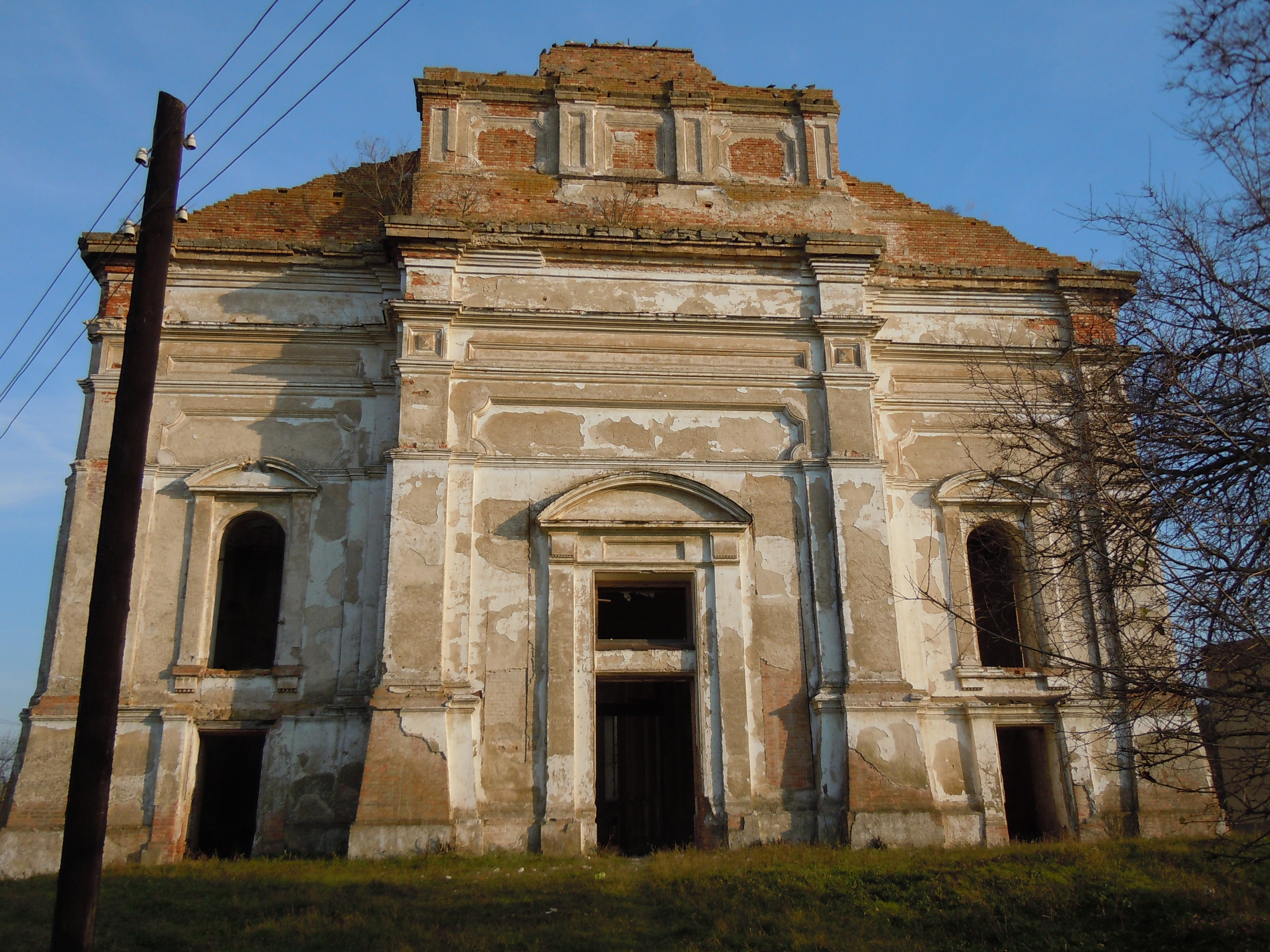
Главный фасад
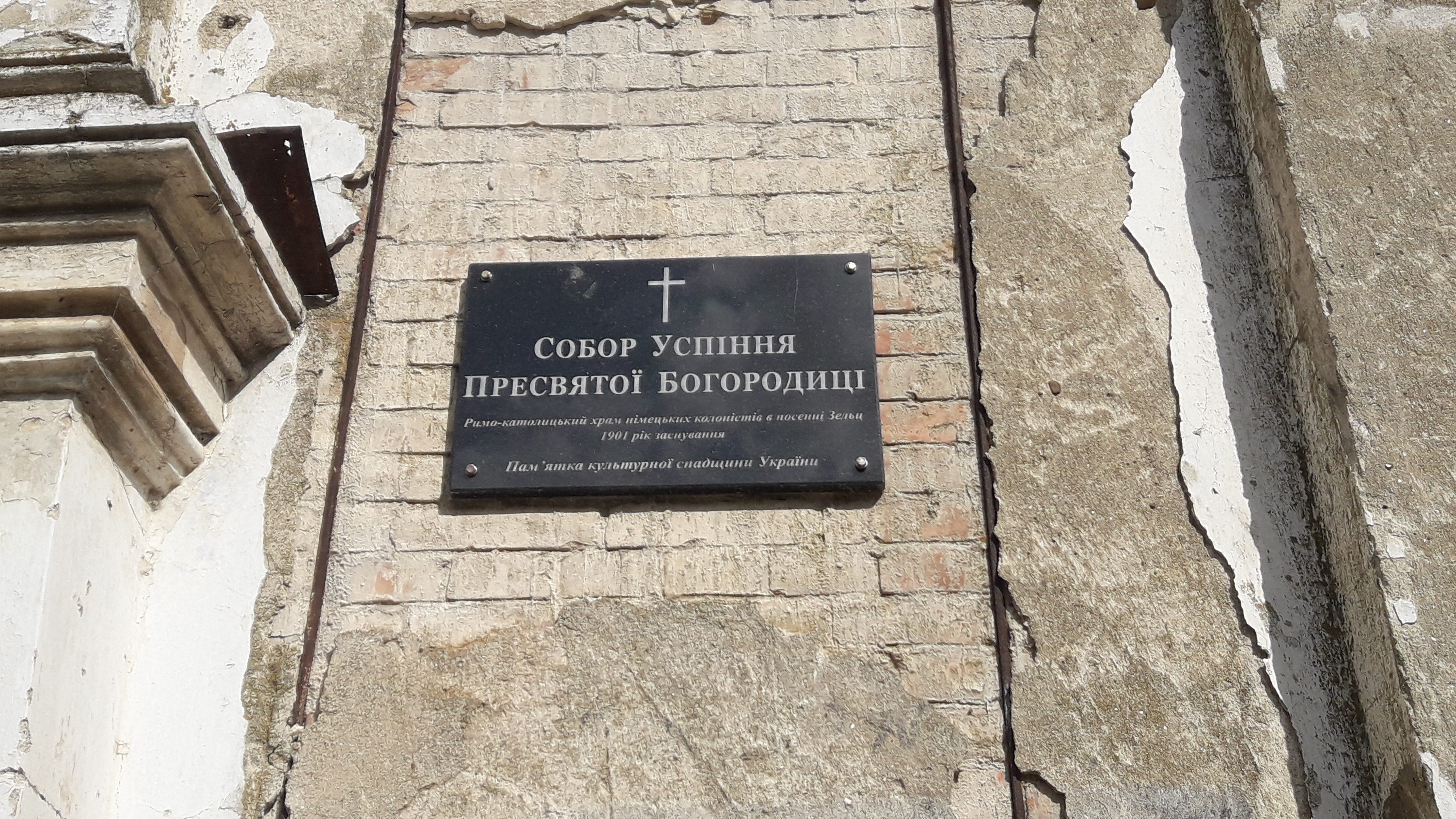
Памятник архитектуры